# Prosper Philippe Augouard
Prosper Augouard (1852-1921), missionnaire français de la Congrégation du Saint-Esprit, fut le second évêque responsable du Congo français et de l'Oubangui.

## Biographie
Prosper Philippe Augouard est le fils de François Augouard, menuisier, et de Jeanne Adèle née Barreau, chrétiens, qui élevèrent leurs enfants dans la foi. Il est né le 17 septembre 1852 à Poitiers. Enfant plein d'énergie, il  étudie au Petit Séminaire de Montmorillon, puis en théologie au Grand Séminaire de Séez pour devenir prêtre, après avoir rencontré Louis-Gaston de Ségur alors qu'il était engagé volontaire, pendant la guerre de 1870, auprès des zouaves pontificaux rentrés en France pour l'occasion alors qu'il se trouvait à Rennes. Il est ordonné prêtre en 1876. 

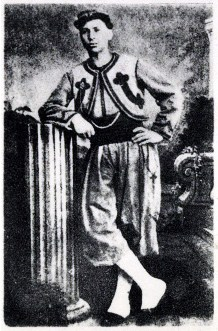
Augouard en zouave pontifical (1871).

## Père de la congrégation du Saint-Esprit
Écoutant le récit fait par Antoine Horner sur ses missions au Zanzibar et en Afrique orientale, Prosper Augouard entre dans la congrégation du Saint-Esprit. Il embarque pour l'Afrique en décembre 1877 comme secrétaire de Le Berre, vicaire apostolique du Gabon. 
En 1878, il rencontre Hippolyte Carrie, puis il part en décembre 1879 pour Lândana à partir de laquelle il fonde de nombreuses missions et travaille de concert avec l'administration coloniale (Albert Dolisie), rencontre Brazza, Stanley, etc. En 1881, il fonde la station de Nembo et celle de M'Bona qui étaient proches de Mfoa, et mène une expédition lointaine vers le Stanley-Pool. Il fonde la mission de Linzolo en 1883. De retour en France en 1884, pour se soigner, il plaide auprès de Jules Ferry en faveur des vastes espaces qui étaient à portée de la France. À la fin de l'année, il retourne sur le Stanley-Pool et fonde la mission de Kwamouth. La conférence de Berlin fait passer la mission de Saint-Paul de Kasaï à la Belgique, et Lândana au Portugal. Il installe les premiers bâtiments à Brazzaville de ce qui deviendrait la cathédrale et l'archevêché avec l'accord du résident de France, M. Chavannes.
Alors que les déplacements se faisaient en caravane sur plus de 560 km pour relier les missions, une première barque en acier et à voile fit ses premières rotations. En 1888, M. Augouard l'équipait d'une machine à vapeur. Toutes les pièces venaient d'Europe et donnèrent une nouvelle expansion aux déplacements sur les cours d'eau, et une mission fut fondée à Saint-Louis de Liranga , au confluent du Congo et de l'Oubangui. Ce premier vapeur est nommé le Léon XIII, du nom du pape. Il est remplacé en 1898 par un bateau plus grand, le nouveau Léon XIII à un étage, le premier changeant de nom pour celui de Diata Diata, (Vite, vite), du surnom donné par les Africains à l'évêque toujours en mouvement.
Au-delà de toute son inlassable activité de conversion, il est aussi une figure importante de l'alliance entre le pouvoir civil et religieux dans l'entreprise de colonisation républicaine, comme le mentionne son biographe, rapportant les paroles de Mgr Augouard : "Que de belles et grandes choses on pourrait faire dans la colonie, si les deux pouvoirs, civil et religieux, pouvaient marcher la main dans la main ! Dans tous les cas, ce n'est pas nous qui refuserons jamais notre concours à cette œuvre patriotique et civilisatrice." C'est aussi de cette intense activité qu'il tient son surnom : "l'apôtre du Congo".

## Vicaire apostolique

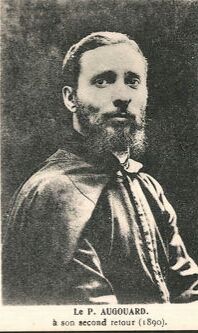
Prosper Augouard à son retour en 1890.

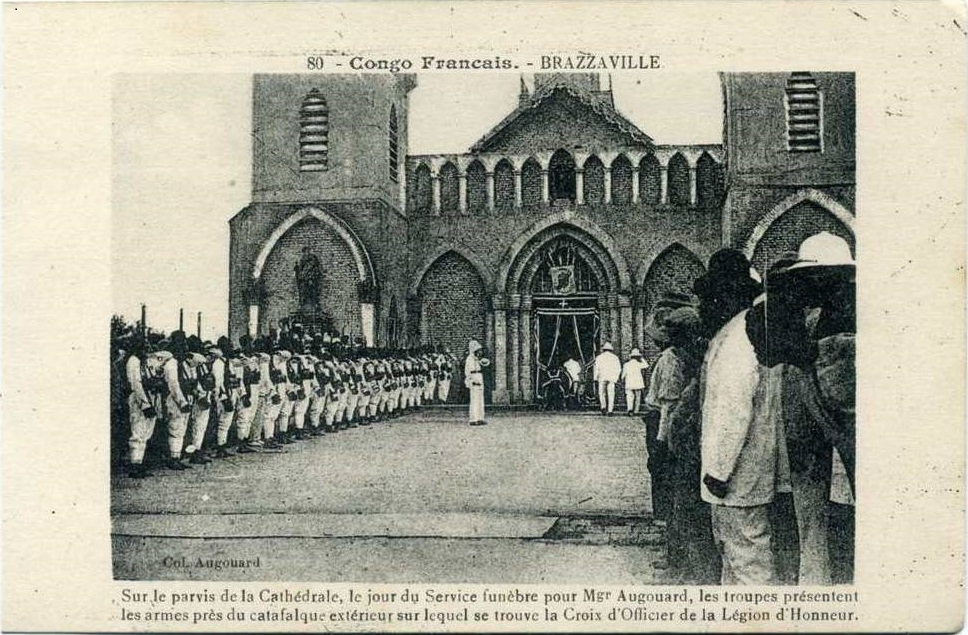
Service funéraire Augouard devant le parvis de la cathédrale à Brazzaville en 1921

De nouveau de retour en France, pour y recevoir des soins en mai 1890, le pape le nomme évêque titulaire (in partibus) de Sinita (de) et vicaire apostolique pour le Haut-Congo français et l’Oubangui.  
De retour en juillet 1891, il fait commencer la construction de la cathédrale de Brazzaville (40 mètres de longueur et 13 mètres de voûte), une maison épiscopale, des classes et des dortoirs.  
Les sœurs de Saint-Joseph de Cluny arrivent en 1892 et commencent l'évangélisation et le soin des filles et de leurs mères. 
Toute cette activité de bâtisseur mène à l'élévation de fabriques pour cuire les briques (il en fut fabriqué quinze millions) ainsi qu'à la construction d'un atelier portuaire à Brazzaville pour l'entretien des trois bateaux (dont le Léon XIII d'une longueur de 20 mètres), servant aussi à toute la navigation du fleuve. Alphabétisation, dispensaires, routes commerciales, rachat d'esclaves, lutte contre la polygamie, soutien des expéditions : toutes ces activités le mettent en relation avec de nombreuses personnalités de l'Afrique-Équatoriale française : la Mission Foureau-Lamy, Ferdinand de Béhagle, Mizon, Jean Dybowski, le gouverneur Émile Gentil, , etc.
Son incessante activité amena Augouard à fonder de nouvelles missions en Oubangui : en 1894,  Saint-Paul des Rapides peu en amont du poste français de Bangui  et la Sainte-Famille des Banziri près du village du chef Bessou. 
De nouveaux bateaux furent construits et de nouveaux missionnaires arrivèrent, comme les sœurs franciscaines missionnaires de Marie. À Lékéti sur l'Alima en 1897, il prit en charge la mission de France-ville au Gabon avant de la rendre au diocèse du Gabon en 1907.
Il est sacré archevêque par Benoît XV en 1915.
De retour en France pour raisons de santé, Augouard meurt à Paris le 3 octobre 1921. Firmin Guichard lui succède.
Une statue lui est érigée sur le parvis de la cathédrale de Brazzaville en 1926.
Un timbre à son effigie a été émis en Afrique équatoriale en 1952 pour célébrer le centenaire de sa naissance.

## Récompenses et décorations
Augouard eut également une activité littéraire avec l'aide de son frère Louis, ce qui lui permit de recevoir le prix Audiffred de l'Académie des sciences morales et politiques. Il reçut par ailleurs les distinctions suivantes :
- Officier de la Légion d'honneur (1898)
- médaille coloniale du Congo,
- médaille de 1870,
- Commandeur de l'Ordre de Léopold,
- Officier de la couronne royale de Belgique,
- Couronne civique de la Société nationale d'encouragement au bien.